# Mykkyläsaari (ö i Pieksämäki)
Mykkyläsaari är en ö i Finland. Den ligger i sjön Salajärvi och i kommunen Jockas i den ekonomiska regionen  Pieksämäki ekonomiska region  och landskapet Södra Savolax, i den södra delen av landet, 250 km nordost om huvudstaden Helsingfors. Öns area är 0,5 hektar och dess största längd är 100 meter i sydväst-nordöstlig riktning.